# نحلة سكريبس الوطنية للتهجئة
نحلة سكريبس الوطنية للتهجئة (المعروفة سابقًا باسم نحلة سكريبس هاورد الوطنية وتسمى عادةً نحلة التهجئة الوطنية) هي منافسة إملائية سنوية تقام في الولايات المتحدة. يتم تشغيلها على أساس غير ربحي من قبل شركة أي. دبليو. سكريبس وتقام في فندق أو مركز للمؤتمرات في واشنطن العاصمة خلال الأسبوع التالي لعطلة يوم الذكرى. منذ عام 2011 ، تم عقده في فندق ومركز مؤتمرات جايلورد ناشونال ريزورت في ناشيونال هاربور في أوكسون هيل، ماريلاند، خارج واشنطن العاصمة مباشرة، وقد عُقد في فندق جراند حياة واشنطن في واشنطن العاصمة من عام 1996 إلى عام 2010. في 30 مايو، 2019 ، نفد تهجئة من الكلمات التي قد تتحدى المتسابقين. انتهى بهم المطاف بعد 8 فائزين بدلا من 1 أو 2.
على الرغم من أن معظم المشاركين من الولايات المتحدة، فقد تنافس طلاب من دول مثل جزر البهاما وكندا وجمهورية الصين الشعبية والهند وغانا واليابان وجامايكا والمكسيك ونيوزيلندا في السنوات الأخيرة. تاريخياً، كانت المسابقة مفتوحة ولا تزال مفتوحة للفائزين في النحل الإملائي الإقليمي المدعوم في الولايات المتحدة (بما في ذلك مناطق مثل غوام وساموا الأمريكية وبورتوريكو ونافاجو أيلاند وجزر فيرجن الأمريكية، بالإضافة إلى الخارج القواعد العسكرية في ألمانيا وكوريا الجنوبية). يجب أن يكون المشاركون من دول أخرى غير الولايات المتحدة هم الفائزين الإقليميين في مجال التدقيق الإملائي.
لا يمكن أن يزيد عمر المشاركين في المسابقة عن 14 عامًا اعتبارًا من 31 أغسطس من العام السابق للمسابقة ؛ ولا يمكن أن يتجاوزوا الصف الثامن اعتبارًا من 1 فبراير من مسابقة ذلك العام. الفائزين السابقين هم أيضا غير مؤهلين للتنافس.
منذ عام 1994 ، بثت قناة تلفزيون الكابل إي إس بي إن الجولات الأخيرة من النحلة. منذ عام 2006 ، بثت الجولات السابقة على ESPN خلال اليوم، وبثت نهائيات البطولة في المساء على ESPN.